# Make Me a Supermodel (Stati Uniti d'America)
Make Me a Supermodel è un reality show statunitense, basato sul format inglese omonimo.
Il programma è andato in onda la prima volta dal 2008 sul canale americano Bravo.

## Stagioni
| Stagione | Vincitore       | 2º classificato          | Partecipanti(in ordine di eliminazione) | Numero di concorrenti |
| -------- | --------------- | ------------------------ | --- | --------------------- |
| 1        | Holly Kiser     | Ronnie Kroell            | Sarah Swartz, Dominic Prietto, Aryn Livingston, Jay McGee, Katy Caswell, Stephanie Bulger, Jacki Hydock, Frankie Godoy, Casey Skinner, Shannon Pallay, Perry Ullmann, Ben DiChiara                                 | 14                    |
| 2        | Branden Rickman | Sandhurst Tacama Miggins | Ken Thompson, Chris Cohen, Karen Kelly, Shawn Nishikawa, CJ Kirkham, Gabriel Zadok Everett, Kerryn Johns, Laury Prudent, Colin Steers, Amanda Crop, Jordan Condra, Salome Steinmann, Mountaha Ayoub, Jonathan Waud | 16                    |